# بیلی لی ریلی
بیلی لی ریلی (انگلیسی: Billy Lee Riley؛ ۵ اکتبر ۱۹۳۳ – ۲ اوت ۲۰۰۹) یک موسیقی‌دان اهل ایالات متحده آمریکا بود.